# Criollo
Criollo är en hästras från Argentina med ursprung i de spanska hästar som togs till Nord- och Sydamerika av spanska conquistadorer under 1400-1500-talet. Namnet criollo betyder ordagrant "av spanskt ursprung". Rasen används av den argentinska armén. 

## Historia
Under 1400-talet och ända in på 1500-talet for de spanska conquistadorerna mellan Spanien och Sydamerika och med sig hade de bland annat sina berömda spanska hästar. Dessa hästar blev förfäder till många hästraser i Sydamerika och även i Nordamerika. Den mest betydande importen av hästar till Argentina skedde år 1535. Pedro de Mendoza, grundaren till den argentinska huvudstaden Buenos Aires, importerade över 100 hästar från Spanien som han skulle använda till avel på sin koloni Río de la Plata. Fem år senare blev kolonin plundrad av indianer och hästarna släpptes lösa och på bara några år fanns det över 20 000 förvildade hästar av spansk härkomst på Pampasslätten i Argentina. Argentinarna fick ta av dessa hästar och använde dem till jordbruksarbete, ridning och körning. 
Dessa förvildade hästar ligger i grunden till criollon. Spanska hästar med andalusiskt blod användes först och främst tillsammans med orientaliska berberhästar. Även andra, mycket mindre spanska raser som sorraia och asturconponny ingick troligtvis i hästarna vilket gav en mindre häst. Criollon föddes upp under stränga förhållanden med hårt klimat, dåliga beten och en nästan konstant brist på vatten. Detta gjorde att rasen härdades och fick en naturlig sundhet. 
I början av 1900-talet arbetade den argentinska professorn Dr. Emilio Solanet hårt på att försöka få fram ett register för rasen. 1910 arbetade han på universitetet School of Veterinary Medicine and Agriculture i Buenos Aires och han samlade ihop 2 000 hästar från Pampasslätten. Alla hästarna hade precis de egenskaper som han hade letat efter och han valde ut 15 ston som skulle vara grunden för en äkta argentinsk criollo. Även om criollons historia var mycket äldre än Solanets försök att avla fram den, så satte professorn rasens standard och 1918 bildades rasens första officiella förening som införde mycket hårda prestationsprov för rasen för att kunna välja de bästa hästarna till avel. Hästarna fick marschera långa distanser, varav en av dem var på över 750 km som de skulle klara på högst 15 dagar, utan extra foder och med 110 kg last på ryggen. 
Den mest berömda ritten med criollohästar genomfördes av den schweiziska läraren, Aimé Tschiffely med de två criollohästarna Mancho och Gato som då redan var 15 respektive 16 år gamla. Aimé startade ritten år 1925 i Buenos Aires och red över 16 000 km till Washington DC. Ritten tog två och ett halvt år och då hade Aimé klarat sig genom några av världens tuffaste terränger. Anledningen till ritten var rasens "grundare" Solanet. Efter bildandet av rasens förening jobbade Solanet på att marknadsföra den "nya" rasen men det fanns många tvivel om hästarna då de var baserade på vilt strövande hästar från slätterna. För att bevisa sin sak skickade Solanet två hästar till Aimé Tschiffely. Detta gjorde de två hästarna Mancho och Gato så berömda i Argentina att deras namn står med i flera historieböcker som används i argentinska skolor idag. 
Hästarna Mancho och Gato som inte var unga under ritten blev båda 40 år gamla och fick legendstatus efter ritten, då de hade klarat den utan en skråma. Efter detta växte intresset för rasen och många följde Solanets exempel och födde upp dem halvvilt. Idag finns flera olika varianter av criollo, bland annat Brasiliens variant crioulo brasiliero, eller Ilanero från Venezuela.

## Egenskaper

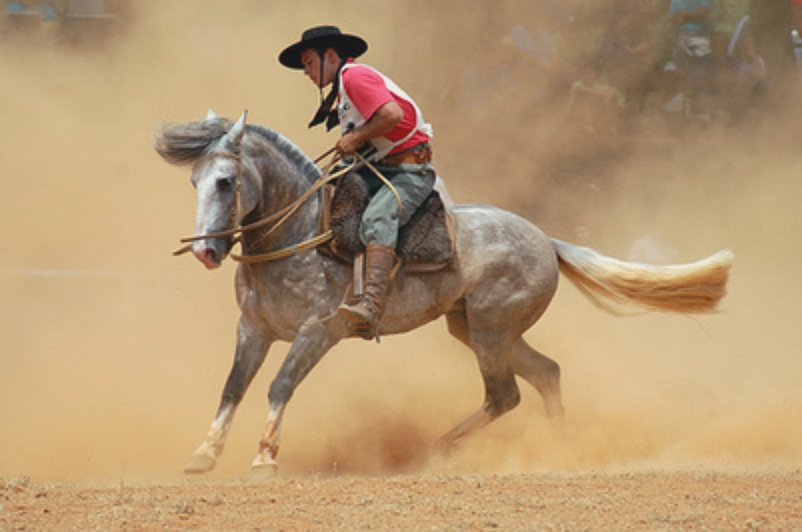
En argentinsk gaucho på en criollohingst under en uppvisning.

Criollons mest utmärkande egenskaper är styrkan och uthålligheten. Rasen är rankad som en av världens starkaste, härdigaste och sundaste hästar. Ursprunget som förvildad häst på stäpperna har gjort hästarna tåliga mot dåligt väder och de kan klara sig på minimalt med foder och vatten. 
Criollon har ganska kort huvud med antingen rak eller konvex profil med en kraftig och kompakt kroppsbyggnad. Halsen är kort och stark, med lång bog och kort, rak rygg. Korset skall vara sluttande och bakdelen muskulös. Benen är något kortare och hovarna är små. Tjock man och svans är typiskt för hästarna.
Criollon kan vara vilken färg som helst men black är absolut vanligast. I Argentina är de mest eftersökta hästarna "grulla eller gateado, som är en gråbrun nyans, kallad musblack på svenska.